# Lorenzo White
Lorenzo Maurice White (Hollywood, 12 aprile 1966) è un ex giocatore di football americano statunitense che ha giocato nel ruolo di running back nella National Football League. Al college giocò a football a Michigan State.

## Carriera professionistica
White fu scelto come 22ª assoluto nel Draft NFL 1988 dagli Houston Oilers. La sua miglior stagione fu quella del 1992 in cui corse 1.226 yard e segnò sette touchdown, venendo convocato per il suo unico Pro Bowl. Giocò sette stagioni a Houston, prima di concludere la carriera nel 1995 coi Cleveland Browns.

## Palmarès
- Convocazioni al Pro Bowl: 1

1992

## Statistiche
| Yard corse | 4.242 |
| Touchdown  | 30    |